# Koziwoda
Koziwoda – część wsi Malewszczyzna w Polsce, położona w województwie lubelskim, w powiecie zamojskim, w gminie Krasnobród.
W latach 1975–1998 Koziwoda administracyjnie należała do województwa zamojskiego.
Zespół kilku zabudowań przy leśnej drodze, oddalone od centrum wsi Malewszczyzna około 1 km w kierunku na południe.
Wierni Kościoła rzymskokatolickiego należą do parafii Opatrzności Bożej w Bondyrzu.